# Heterochronie
Heterochronie (von griechisch ἕτερος heteros „abweichend“ und χρόνος chrónos „Zeit“) bezeichnet eine evolutionäre Änderung des zeitlichen Verlaufs der Individualentwicklung eines Lebewesens, die bewirkt, dass sich
- der Beginn oder das Ende eines Entwicklungsvorgangs – beispielsweise der Entwicklung des Gebisses – verschiebt oder
- die Geschwindigkeit eines solchen Vorgangs ändert. Ein Beispiel hierfür ist die Beschleunigung des Größenwachstums bei endothermen Wirbeltieren („Warmblütern“) im Vergleich zu ihren ektothermen („wechselwarmen“) Vorfahren.

## Pädomorphose und Peramorphose

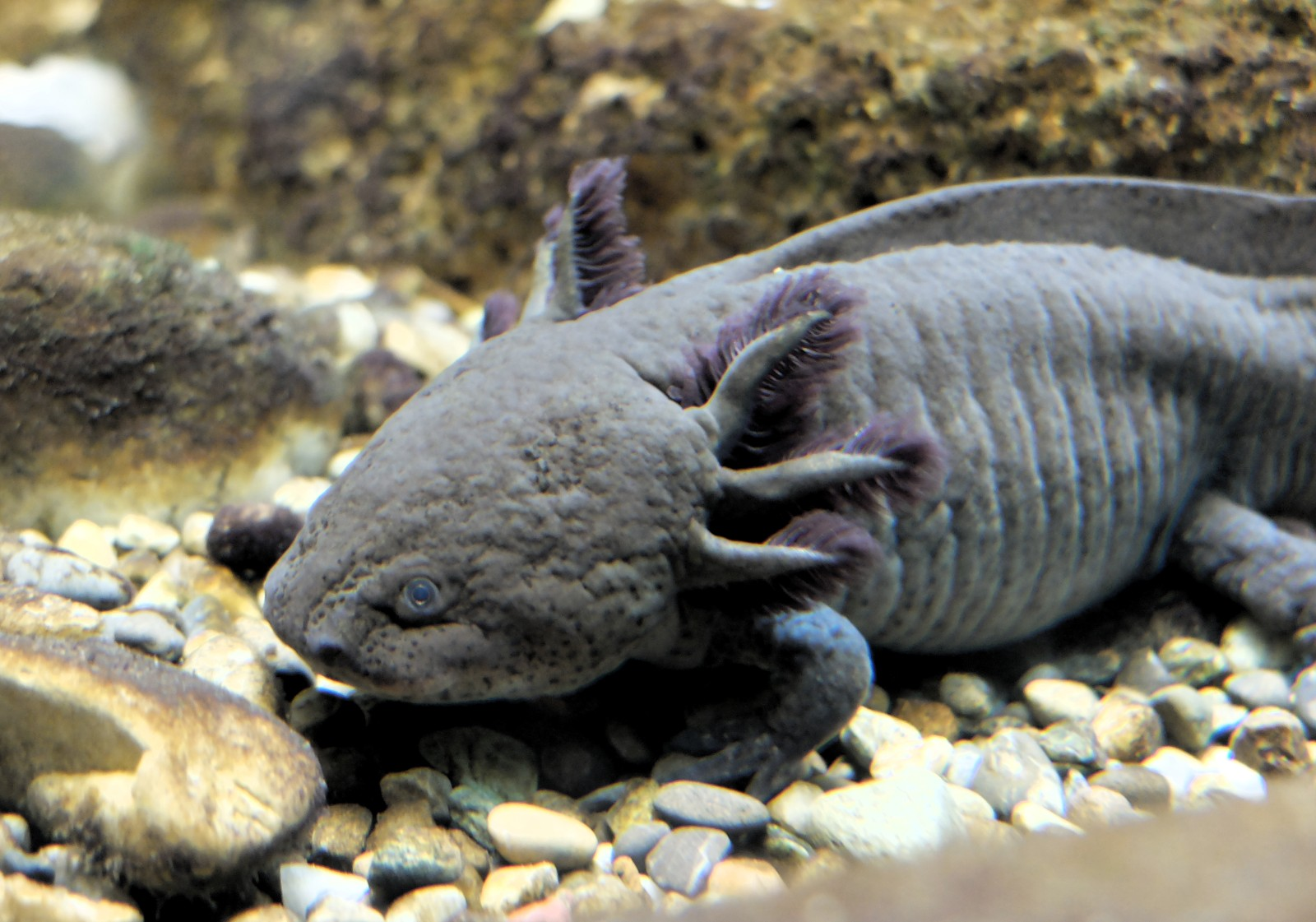
Ambystoma mexicanum, erwachsenes Exemplar mit Außenkiemen (Neotonie)

Treten Merkmale der frühen Entwicklungsstadien (Juvenilstadien) eines Vorfahren im Erwachsenenstadium (Adultstadium) eines Nachfahren auf, wird das als Pädomorphose bezeichnet. Wenn umgekehrt Merkmale der späteren Stadien (Adultstadien) einer Vorfahrenart schon während der Jugendzeit einer Nachfolgeart durchlaufen werden, wird das als Peramorphose bezeichnet.
Formen der Pädomorphose sind die Neotenie, bei der sich die Ausbildung eines Adultmerkmals verzögert, und die Progenese, bei der die Merkmalsausprägung zu einem früheren Zeitpunkt der Entwicklung abgebrochen wird. Solche Erscheinungen sind sowohl rezent als auch fossil in vielen Gruppen nachgewiesen. So stellt beispielsweise die Verzwergung bei agnostiden Trilobiten, thecideiden Brachiopoden und in vielen anderen Gruppen  eine Form der Pädomorphose dar. Auch das Beibehalten von Außenkiemen bis in das Erwachsenenstadium, das für manche Amphibienarten charakteristisch ist, wird durch Pädomorphose hervorgerufen.
Eine Ahnenreihe von Arten, in der das Erwachsenenstadium immer stärker den frühen Stadien der Vorfahren gleicht, das heißt, immer „kindlicher“ wird, kann als Pädomorphokline bezeichnet werden. Entsprechend erhalten Entwicklungsreihen, in denen ehemalige Erwachsenenstadien der Vorfahren zu einem immer früheren Zeitpunkt vorkommen, die Bezeichnung Peramorphokline.
Peramorphose liegt beispielsweise dann vor, wenn durch Verlängerung der Wachstumsphase (Hypermorphose) oder durch Wachstumsbeschleunigung bestimmte Organe gegenüber denen der Vorfahren vergrößert sind. Auch eine allgemeine Körpervergrößerung innerhalb von Entwicklungsreihen kann als Peramorphose interpretiert werden.

## Mechanismen und Bedeutung der heterochronen Evolution
Heterochronie kann schon durch eine oder wenige Mutationen hervorgerufen werden, beispielsweise an Genen, die das Ausschütten von Wachstumshormonen regulieren (siehe Riesenwuchs) oder auf andere Weise das Timing während der Ontogenese beeinflussen (siehe auch Hox-Gen).
Aus diesem Grund reagieren Populationen auf bestimmte Selektionsdrücke häufig mit Heterochronie: Bei Ressourcenverknappung auf einer Insel ist die Verkleinerung der Körpergröße („Inselverzwergung“) meist eine „sparsamere“ Lösung (das heißt, sie erfordert weniger Mutationen und Evolutionsschritte) als beispielsweise das Ausbilden von Flügeln oder Flossen.
Auf diese Weise verhindert die Fähigkeit zur Heterochronie oft das Realisieren anderer, aufwendigerer Lösungen und wirkt als evolutionäre Schranke (evolutionary constraint), die den Verlauf der Stammesgeschichte einer Gruppe in bestimmte Bahnen lenkt (kanalisiert).